# One Horn

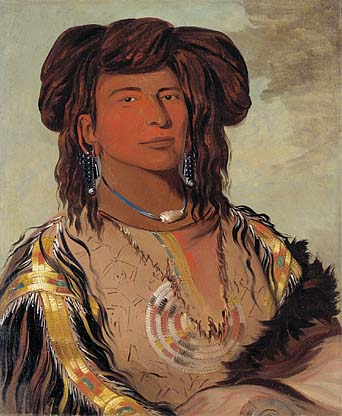
Gemälde des Ehrenwerten Häuptlings Ha-wón-je-tah von George Catlin, 1832

One Horn (englisch: „Ein Horn“; Lakota: Hewáŋžiča, oder in historischer Schreibweise „Heh-won-ge-chat“ oder „Ha-wón-je-tah“ bzw. auf Deutsch „Ha-wan-dschi-tah“), auch Lone Horn (obwohl „One Horn“ die korrekte Übersetzung ist) genannt (* um 1790 in South Dakota; † 1877 in der Nähe von Bear Butte), war Häuptling der Wakpókiŋyaŋ(Flies Along the Stream)-Band der Minneconjou-Lakota.
One Horns Eltern stammten aus zwei verschiedenen Lakota-Stämmen. Während sein Vater Black Buffalo ein Minneconjou war, war seine Mutter White Cow (auch als Iron Cane bekannt) eine Oglala. One Horn hatte zwei Frauen, Stands on the Ground und Sand Bar. Seine Söhne waren Spotted Elk, Hook Nose bzw. Roman Nose (jedoch nicht der Northern Cheyenne-Häuptling mit dem gleichen Namen), Frog und Touches-the-Clouds. One Horn hatte einen Halbbruder, der aus einer anderen Ehe seines Vaters hervorging, der Hump bzw. High Backbone hieß. Seine Schwestern waren Looks at It bzw. They Fear Her, Iron Cedar Woman, Rattling Blanket Woman, Good Looking Woman und eine weitere, deren Name nicht überliefert ist, die eine Ehefrau Sitting Bulls war. Crazy Horse, Rattling Blanket Womans Sohn, war One Horns Neffe.
One Horn beteiligte sich an der Unterzeichnung des Vertrags von Fort Laramie im Jahr 1868, in dem es heißt: „Heh-won-ge-chat, his x-mark, One Horn“ („Heh-won-ge-chat, sein X-Zeichen, One Horn“). Old Chief Smoke (Šóta; * ca. 1774; † 1864) war sein Onkel mütterlicherseits.
One Horn starb im Jahr 1877 in der Nähe von Bear Butte an Altersschwäche. Nach seinem Tod wurde sein Adoptivsohn Spotted Elk schließlich Häuptling der Minneconjou; dieser wurde später zusammen mit seinem Volk beim Massaker von Wounded Knee im Jahr 1890 getötet.

## George Catlin malt One Horn
George Catlin malte One Horn im Jahre 1832, in Fort Pierre, South Dakota. Als er wieder im Osten war, schrieb Catlin diese Beschreibung des Ehrenwerten Häuptlings Ha-wón-je-tah:
„Es war dies ein Mann von mittlerem Alter und mittlerer Größe mit edlen Gesichtszügen und einer wahren Apollogestalt. Seine außerordentlichen Verdienste haben ihn schnell bis zu der höchsten Würde im Stamm erhoben. Er erzählte mir, dass er den Namen ‘Das eine Horn‘ (oder Muschel) von einer Muschel angenommen habe, die er um den Hals trug und die er von seinem Vater geerbt und die ihm teurer sei als alles, was er besitze, auch ziehe er diesen Namen allen vor, die er wegen seiner Taten wohl anzunehmen das Recht hätte. Er behandelte mich mit großer Güte und Aufmerksamkeit, denn er fand sich sehr dadurch geschmeichelt, dass ich ihn zuerst von allen seinen Stammesgenossen malte. Sein Anzug von Elenhaut war sehr schön und mit vielen Skalplocken verziert; sein sehr langes und starkes Haar war in zwei Teile geteilt, auf dem Scheitel gekreuzt und mit einem einfachen Band gebunden, so dass es das Aussehen eines Turbans hatte.

Ehe er zum Häuptling gewählt wurde, war er wegen seiner körperlichen Gewandheit berühmt. Auf der Jagd war er stets der vorderste, holte den Büffel im Lauf ein und schoss ihm den Pfeil durchs Herz; er war der schnellste Läufer im ganzen Stamm und gewann bei jedem Wettlauf den Preis.“

## Andere Krieger mit Namen One Horn
- Ein Lakota-Häuptling, vermutlich ein Oglala, namens One Horn oder Lone Horn, ist in den Winterzählungen (winter count) der Lakota verzeichnet. 1834 verursachte er versehentlich den Tod seines einzigen Sohnes. Voller Kummer beging er Selbstmord, indem er einen Büffelbullen zu Fuß nur mit einem Messer angriff und von diesem zu Tode getrampelt wurde. In Drurys und Clavins Text „The Heart of Everything That Is: the Untold Story of Red Cloud“ heißt es dagegen, dass One Horn durch seine Trauer über den Tod seiner Lieblingsfrau in den Selbstmord getrieben wurde: „Aber als die Krankheit seine junge Lieblingsfrau nahm, war seine Trauer so tief, dass er in einer Art rituellem Selbstmord einen Büffelbullen allein, zu Fuß und nur mit einem Messer angriff. Das zweihörnige Tier spießte One Horn auf, sodass dieser zu Tode kam.“[4]
- One Horn/Lone Horn (* ca. 1814; † 1875), Sohn von Red Fish (Oglala), diente als Oberhäuptling der Minneconjou.[5]

## One Horn als Namensgeber für Welskopf-Henrichs „Hawandschita“
George Catlins Aufzeichnungen über die Indianer Nordamerikas dienten als Grundlage für Liselotte Welskopf-Henrichs Hexalogie "Die Söhne der Großen Bärin". Unter anderem war George Catlins „Ha-wan-dschi-tah“/„Ha-wón-je-tah“ der Namensgeber für den alten Geheimnismann der Bärenbande, den Widersacher des Protagonisten Harka bzw. Tokei-ihto. Interessant ist, dass "Hawandschita" (Schreibweise Welskopf-Henrichs) ungefähr zur gleichen Zeit wie der echte One Horn geboren wird und im selben Jahr wie er stirbt.